# Johann Gottlob Leidenfrost

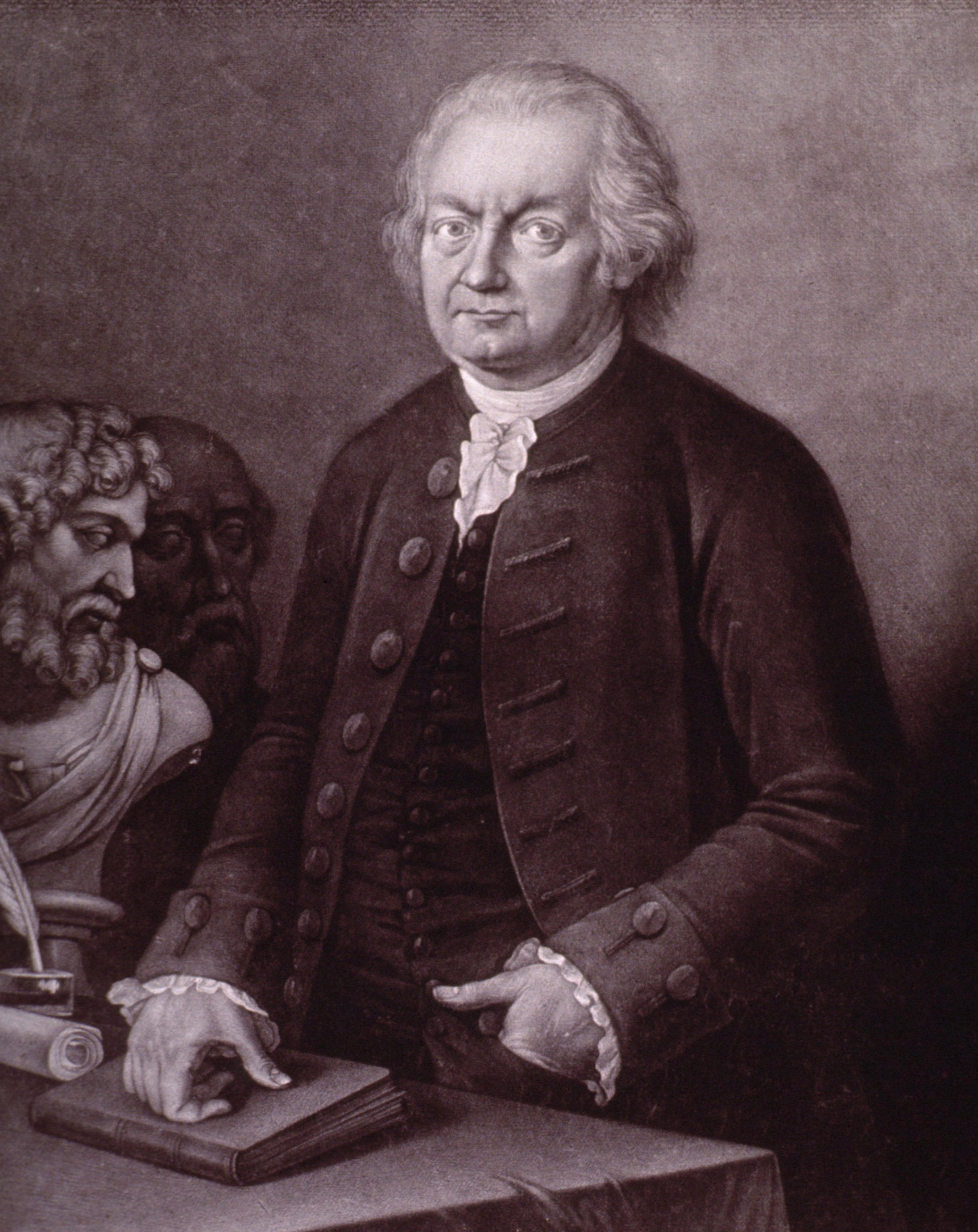
Johann Gottlob Leidenfrost

Johann Gottlob Leidenfrost   (Rosperwenda, 27 de novembre de 1715 - Duisburg, 2 de desembre de 1794) va ser un metge i teòleg alemany, el primer que va descriure el fenomen científic de l'Efecte Leidenfrost.

## Biografia
Johann Gottlob Leidenfrost nasqué a Rosperwenda al comtat de Stolberg-Stolberg.
Leidenfrost primer assistí a la Universitat de Gießen on, com va fer el seu pare, estudià teologia. Aviat se centrà en la medicina i assistí a la Universitat de Leipzig i la Universitat de Halle-Wittenberg.
El 1741 es doctorà en medicina amb una tesi del moviment del cos humà. Va exercir la medicina durant la Primera Guerra de Silèsia (1740-1742).
El 1743 Leidenfrost va ser professor a la Universitat de Duisburg. El 1745 es casà a Duisburg amb Anna Cornelia Kalckhoff. Johann i Anna van tenir set fills, incloent Johanna Ulricke (1752–1819), que es va casar amb el notable teòleg Christian Krafft.
El 1756, Leidenfrost va esdevenir membre de l'Acadèmia de Ciències Prussiana. Durant la seva vida, Leidenfrost publicà més de 70 manuscrits, incloent De Aquae Communis Nonnullis Qualitatibus Tractatus (1756) on va descriure per primera vegada l'Efecte Leidenfrost malgrat que ja havia estat observat per Herman Boerhaave el 1732.

Efecte Leidenfrost sobre una gota d'aigua